# Benay
Benay ist eine französische Gemeinde mit 188 Einwohnern (Stand 1. Januar 2022) im Département Aisne in der Region Hauts-de-France; sie gehört zum Arrondissement Saint-Quentin und zum Kanton Ribemont.

## Geografie
Die Gemeinde Benay liegt auf einem weitgehend waldlosen Plateau zwischen den Flüssen Aisne und Somme, etwa sieben Kilometer südlich der Stadt Saint-Quentin.

## Bevölkerungsentwicklung
| Jahr                       | 1962 | 1968 | 1975 | 1982 | 1990 | 1999 | 2006 | 2014 | 2021 |
| Einwohner                  | 159  | 192  | 214  | 222  | 206  | 187  | 199  | 211  | 191  |
| Quellen: Cassini und INSEE |      |      |      |      |      |      |      |      |      |

## Sehenswürdigkeiten

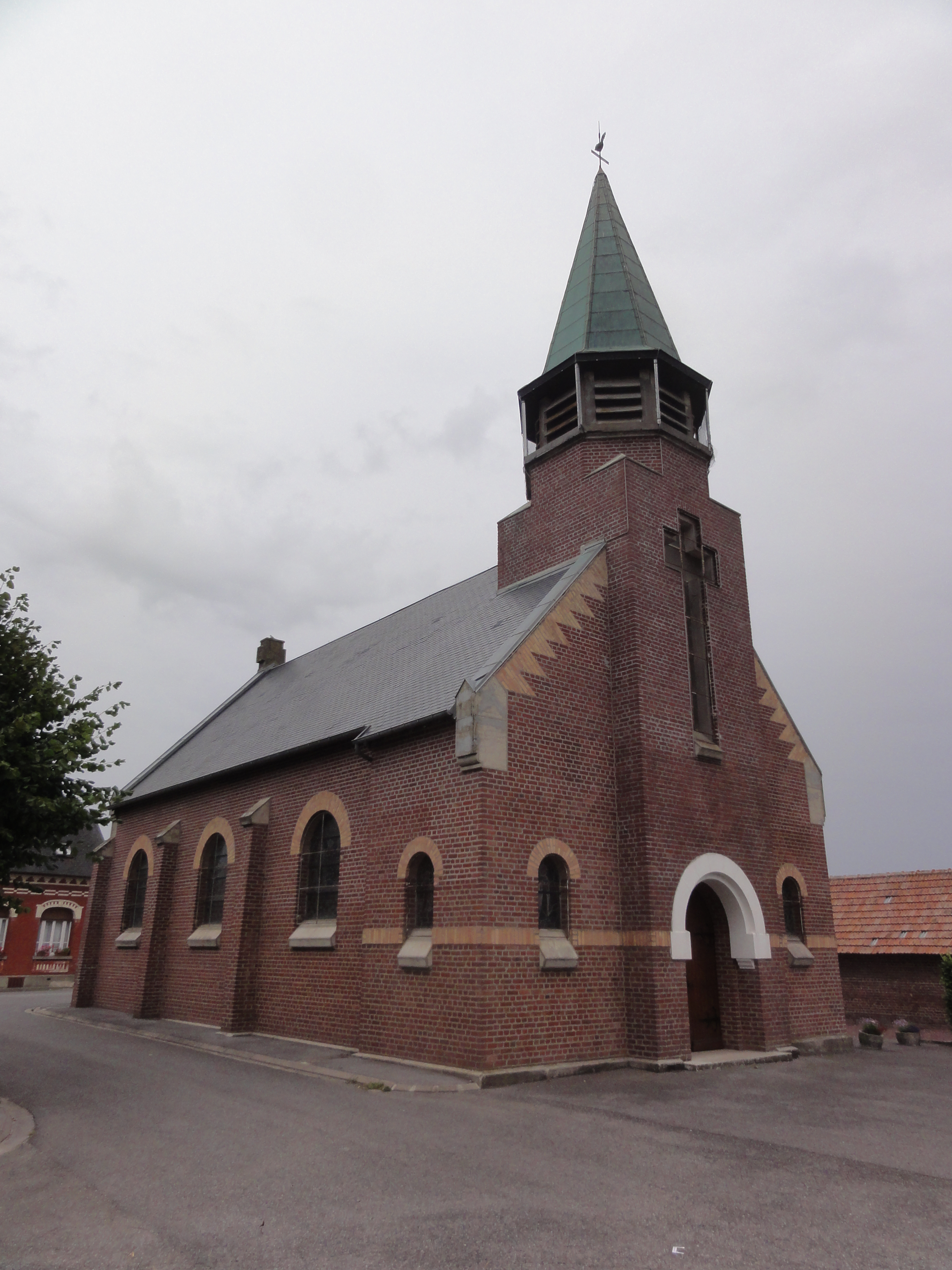
Kirche Saint-Martin
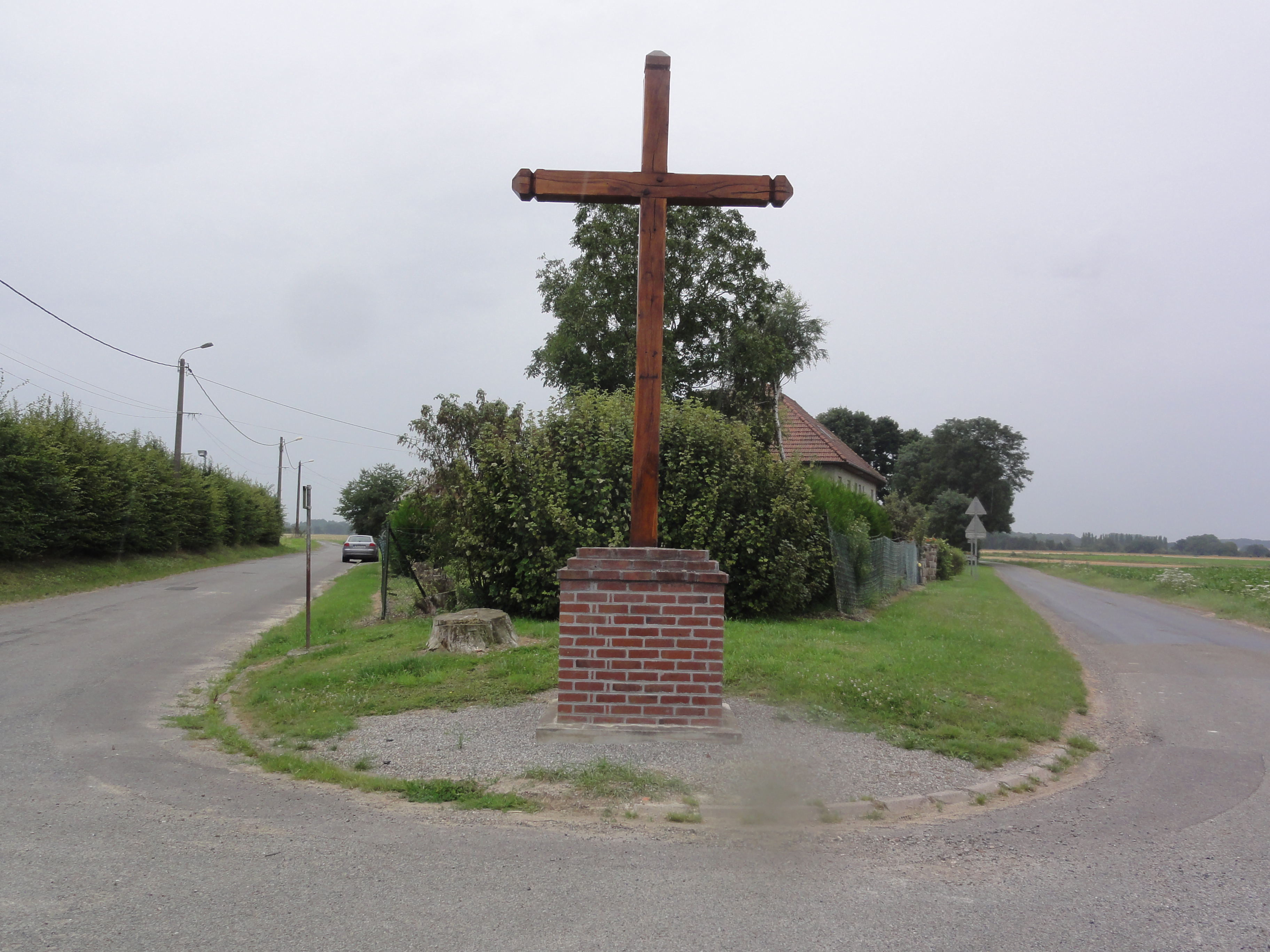
Wasserturm

- Kirche Saint-Martin
- Wegkreuz